# Ötmök-Pass
Der Ötmök-Pass (kirgisisch Өтмөк ашуусу) ist ein wichtiger Gebirgspass in Zentral-Kirgisistan (Zentralasien).
Der Ötmök-Pass liegt auf einer Höhe von 3330 m im östlichen Teil des Talas-Alataus. Über ihn führt eine Straße, die das westlich gelegene Taldy Bulak im Oblus Talas mit dem Hochgebirgstal Suusamyr-Tal im Osten verbindet, wo sie nach 12 km auf die Fernstraße M41 (Bischkek–Osch) trifft.